# Abdul Azis Saleh
Abdul Azis Saleh était un anthropologue, dirigeant scout et ministre indonésien.

## Biographie
Il fut membre du Gerakan Pramuka Indonesia, l'organisation scoute indonésienne dont l'adhésion est obligatoire à tout étudiant indonésien, ce qui fait qu'avec près de 21 millions de membres, c'est la plus grande association scoute au monde. Il fut aussi membre du Comité mondial du scoutisme et présida l'Organisation mondiale du mouvement scout dans la région Asie-Pacifique. Dans les années 1960, il fut impliqué dans le développement de la Gerakan Pramuka Indonesia, notamment pour contrer des organisations communistes scoutes rivales comme la Fadjar Harapan (en).
En 1978, il fut récipiendaire du Loup de bronze.
Il fut aussi ministre de la Santé, ministre de l'Agriculture et ministre de l'Industrie.